# Ahl asz-Szam
Ahl asz-Szam – wspólna struktura dowodzenia paramilitarnych grup zbrojnych islamistów, która powstała 24 lutego 2014. Do struktury należą takie ugrupowania jak Dżabhat an-Nusra, Front Islamski, Armia Mudżahedinów, walczące podczas wojny domowej w Syrii i wpisując się w radykalny krąg zbrojnej  opozycji wobec syryjskiego rządu. Strukturę w zakresie walki z siłami rządowymi Baszszara al-Asada wsparły również kurdyjskie siły militarne - Powszechne Jednostki Ochrony i Dżabhat al-Akrad. Początkowo do ugrupowania należała również czeczeńska grupa ekstremistów Dżajsz al-Muhadżirin wa-al-Ansar, jednakże w lipcu 2014 grupa przyłączyła się do dowództwa Dżabhat Ansar ad-Din, z kolei 3 sierpnia 2014 Armia Mudżahedinów dołączyła do struktury Syryjska Rada Dowództwa Rewolucyjnego. Na czele Ahl asz-Szam stoi Husajn As-Saf.